# Les dissonances
Les Dissonances (dt. "Die Dissonanzen") ist ein europäisches Orchester, das klassische Musik spielt. Gegründet wurde es im Jahr 2004 vom französischen Violinisten David Grimal. Es besteht aus französischen und anderen europäischen Musikern: international bekannte Solisten, renommierte Orchestermusiker sowie junge Musiker.
Seit 2008 ist die Oper von Dijon Heimspielstätte von les Dissonances.

## Darstellung
Das Ensemble wurde auf Initiative von David Grimal im Jahr 2004 ins Leben gerufen.
Das Orchester interpretiert Werke aus dem sinfonischen Repertoire und verzichtet dabei auf einen Dirigenten. So verfügt es von Fall zu Fall über eine große Interpretationsfreiheit.
Das Repertoire beinhaltet klassische Werke (Mozart, Beethoven, Schubert, Brahms, Vivaldi) und erstreckt sich bis zu modernen und zeitgenössischen Kompositionen (Schönberg, Dutilleux, Ligeti ...).
Im Quartett Les Dissonances spielen David Grimal (Geige), Hans Peter Hofmann (Geige), David Gaillard (Bratsche), Xavier Phillips (Violoncello).
Les Dissonances arbeiten auch an Bildungsprojekten wie beispielsweise Bildungskonzerte, öffentliche Proben und den sogenannten P’titssonances-Workshops in Schulen. Ziel ist es, die Jugend für klassische Musik zu sensibilisieren und zu begeistern.

## L’Autre Saison
L’Autre Saison ist eine künstlerische Spielsaison zu Gunsten der Obdachlosen in der Kirche St-Leu-St-Gilles in Paris. Einmal im Monat lädt Les Dissonances Künstler aus allen Bereichen ein (Musiker, Sänger, Tänzer, Erzähler, Comedians, …), die zur Unterstützung von Personen in schwierigen Lebenssituationen ohne Gage spielen. Die Konzerteinnahmen kommen vollständig dem Verein Les ‘’Margéniaux’’ zugute, der von gesellschaftspolitischen Akteuren ausgesuchte Nothilfearbeit sowie mittelfristig angelegte Projekte begleitet und finanziert.

## Spielstätte und Förderer
Les Dissonances werden unterstützt durch das französische Ministerium für Kultur und Kommunikation. Das Ensemble ist Mitglied in der FEVIS; es hat seit 2008 seine Heimspielstätte an der Oper in Dijon und gastiert regelmäßig in der Cité de la musique in Paris, auf dem Volcan in Havre und in der Onde in Vélizy.

## Diskographie
- Violinkonzert und Symphonie Nr. 4 von Brahms, Dissonances Records, 2014
- Symphonie Nr. 5 von Beethoven, Aparté, 2011
- Die Vier Jahreszeiten von Vivaldi und Piazzolla, Aparté, 2011
- Violinkonzert und Symphonie Nr. 7 von Beethoven, Aparté, 2010
- Métamorphoses von Schönberg und Strauss, Naïve, 2007